# Marceline Township
Marceline Township est un ancien township, situé dans le comté de Linn, dans le Missouri, aux États-Unis,.
Le township est baptisé en référence à la ville de Marceline.